# Georgia Gould
Georgia Gould (Baltimore, 5 de janeiro de 1980) é uma ciclista estadunidense e medalhista de bronze nos Jogos Olímpicos. Representou sua nação nos Jogos Olímpicos de Verão de 2008 e Londres 2012.